# Sagenaster
Sagenaster is een geslacht van zeesterren uit de familie Zoroasteridae.

## Soort
- Sagenaster evermanni (Fisher, 1905)